# Piramide (metrostation)

Piramide is een station aan de lijnen B en B1 van de metro van Rome dat werd geopend op 9 februari 1955. Het is genoemd naar de Piramide van Cestius die aan de overkant van het stationsplein staat.

## Geschiedenis
Het metrostation is ontworpen in de jaren dertig van de twintigste eeuw als onderdeel van de eerste Romeinse metrolijn. Net als het nabijgelegen station Roma Ostiense is het een voorbeeld van de architectuur uit het facistische tijdperk. Architect Marcello Piacentini ontwierp een gebouw met een eenvoudige geometrie en een strakke gevel van tavertijnplaten. De bouw begon in 1938 en het metrostation was in 1940 in ruwbouw gereed toen de bouw werd stilgelegd door het uitbreken van de Tweede Wereldoorlog. De ruwbouw werd gebruikt om een deel van het rollend materieel van de spoorlijn Roma-Lido te stallen. Hierdoor bleef dit gespaard tijdens de zware bombardementen die in 1943 rond het station plaatsvonden. Op 9 februari 1955 werd het metrostation alsnog geopend en vanaf 10 februari konden de reizigers gebruik maken van de metro. Destijds kende het metrostation twee kopsporen aan de buitenkant van de perrons waar ook treinen naar Lido vertrokken. De twee sporen tussen de perrons gaan onder het stationsgebouw de tunnel onder het centrum in.

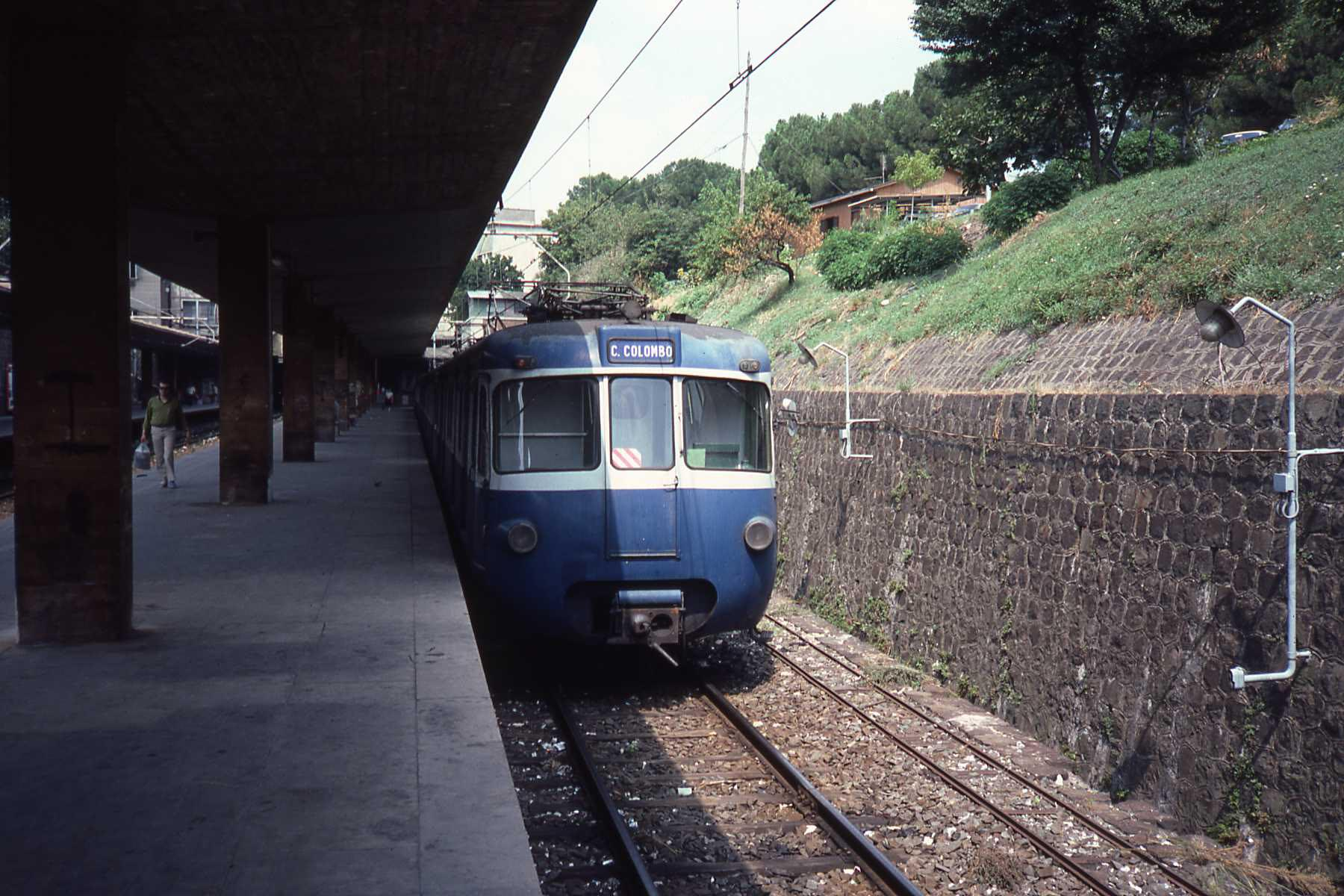
Het oostelijke kopspoor in 1984
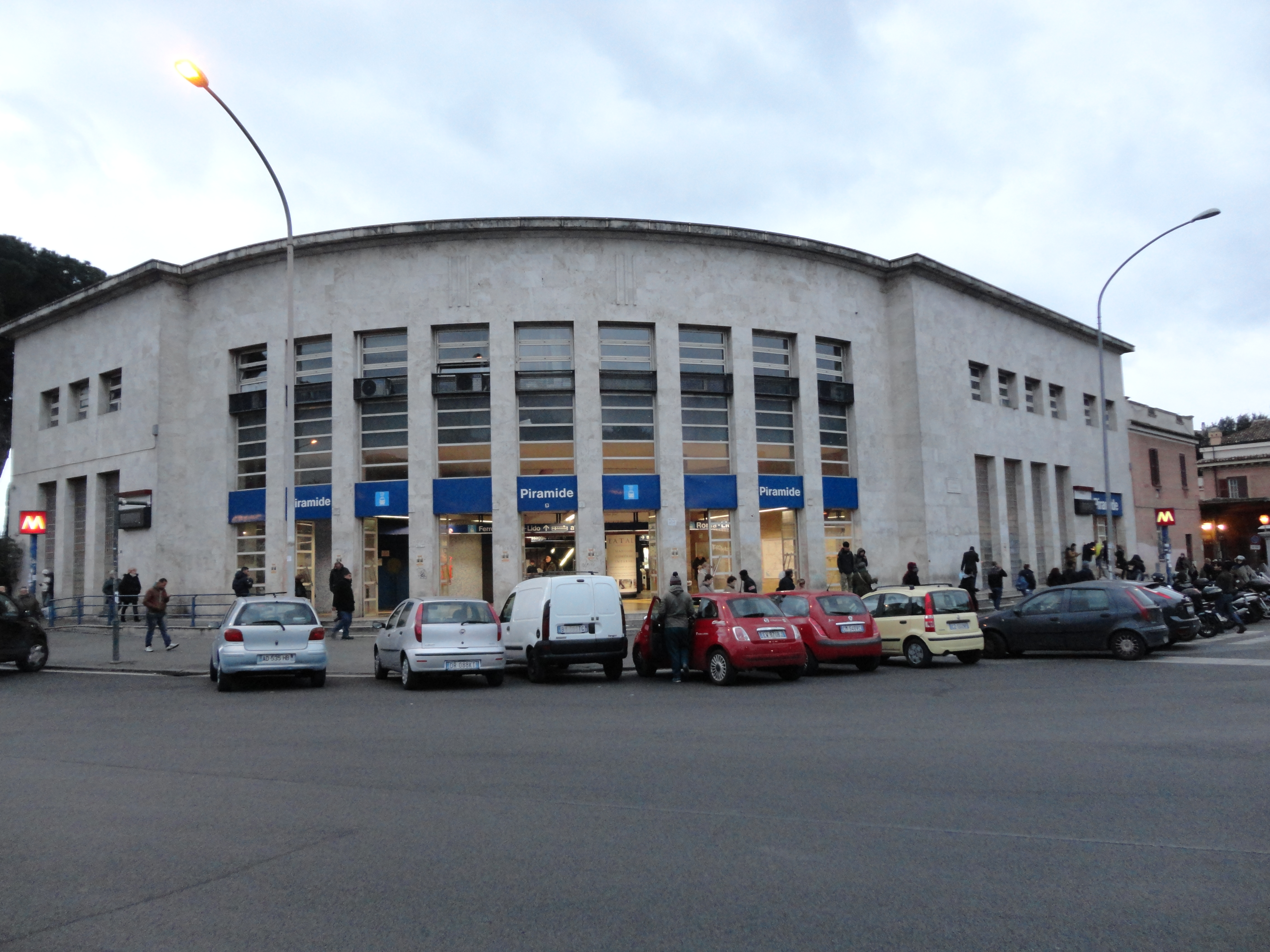
Het stationsgebouw
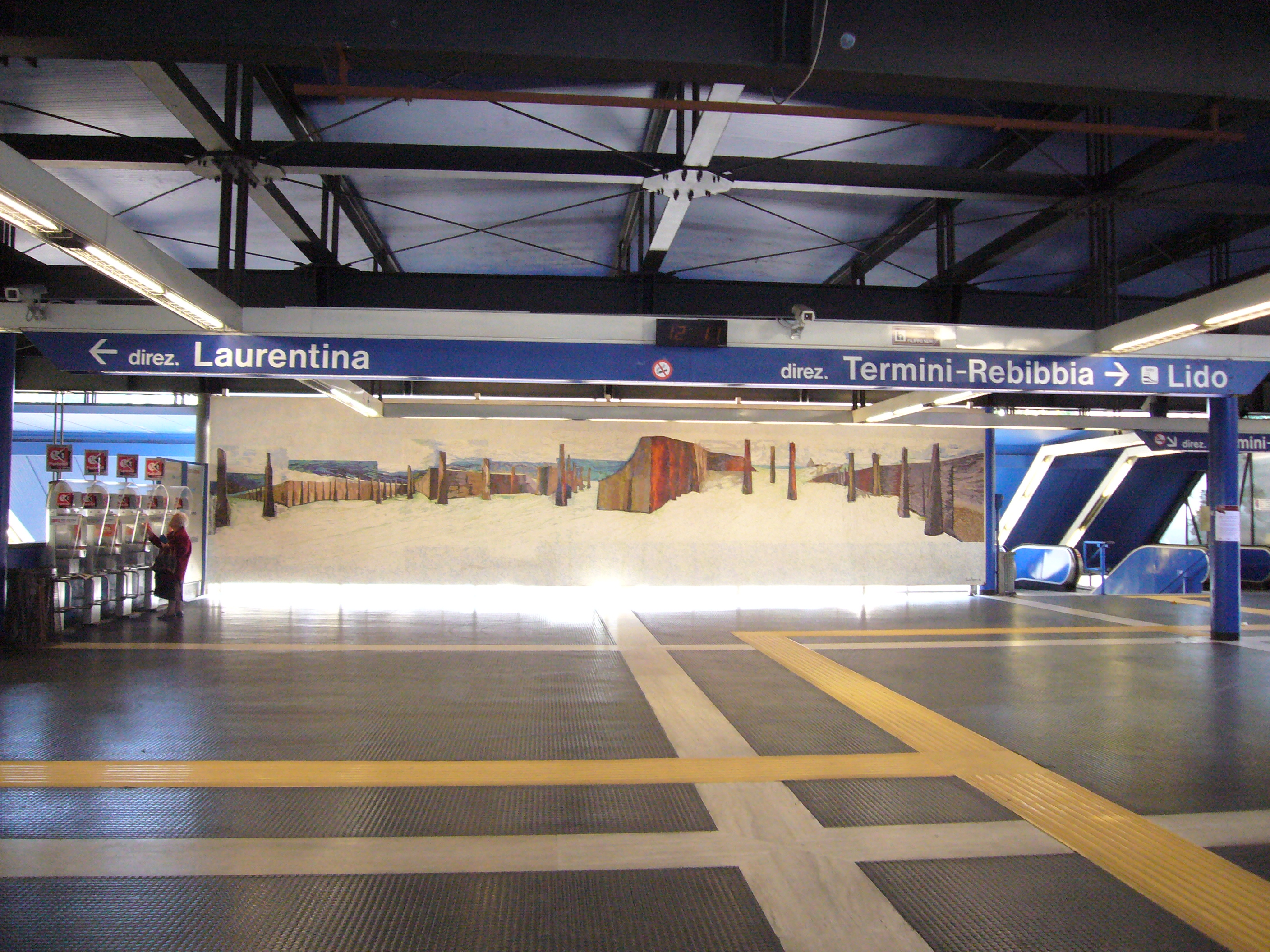
De stationshal

## Ligging en inrichting
Het gebouw staat aan het plein rond de porta San Paolo direct naast het gelijknamige station van de voorstadslijn Roma-Lido. De stationshal is ruim opgezet en biedt direct toegang tot de metroperrons en de hal van het voorstadsstation. De metroperrons liggen, als een van de weinigen in Rome, in een uitgraving. Naast de liften en roltrappen voor de richting Rebbibia/Jonio is een kapel gewijd aan San Filippo Neri. De stationshal is opgesierd met de winnende mozaïeken van de Artemetro Romaprijs van de hand van Enrico Castellani en Beverly Pepper.

## Reizigersverkeer
In verband met de gespecialiseerde wereldtentoonstelling, de Esposizione Internazionale dell'Argricoltura die van 26 juli 1953 tot 31 oktober 1953 werd gehouden op het EUR terrein, werd vanaf 28 juni 1953 een pendeldienst onderhouden over een van de sporen van het metrotraject in aanbouw. Deze tijdelijke pendeldienst tijdens de Esposizione Internazionale dell'Argricoltura vervulde daarmee het oorspronkelijke doel van de metro, de aan- en afvoer van bezoekers aan het tentoonstellingsterrein, al moesten de bezoekers nu via station Ostiense in plaats van Termini reizen. Na de opening van de hele metrolijn werd het station aanvankelijk voornamelijk gebruikt door overstappers van de voorstadslijn Rome-Lido, terwijl het aantal in- en uitstappers gering bleef door de decentrale ligging ten opzichte van de aangrenzende wijken Aventino en Testaccio. In 1989 werd het station gerenoveerd, waarbij onder andere de twee kopsporen zijn verwijderd. In 1990 werd aan de zuidkant van de perrons een tweede verdeelhal gebouwd die aan de westkant ook toegang biedt tot perron 1 van Station Porta San Paolo, aan de oostkant is deze hal met een voetgangerstunnel verbonden met Station Ostiense.